# Gibraltar Football League 2022-23
La Gibraltar Football League 2022-23 fue la cuarta edición de la Gibraltar National League y la primera con el nombre de la Gibraltar Football League. El Lincoln Red Imps fue el campeón defensor.
La temporada empezó el 30 de septiembre de 2022 y finalizó el 23 de abril de 2023.

## Sistema de competición
Los equipos jugaron primeramente una liga regular de una única ronda, antes de dividirse en dos grupos: el Grupo Championship disputado por los 6 primeros clasificados de la liga regular y el Grupo Challenge entre los 5 peores de la misma. El ganador del Grupo Challenge recibió el Trofeo GFA Challenge y entra directamente a la segunda ronda de la Rock Cup la próxima temporada.

## Clubes participantes
| Equipo           | Entrenador            | Capitán         | Marca               |
| ---------------- | --------------------- | --------------- | ------------------- |
| Bruno's Magpies  | Nathan Rooney         | Kyle Casciaro   | Macron              |
| College 1975     | Luis Manuel Blanco    | Adam Gracia     | Joma                |
| Europa           | Miguel Ángel Berlanga | Jayce Olivero   | Kappa               |
| Europa Point     | Garry Lowe            | Daniel Tudela   | Xtreme Sports China |
| Glacis United    | Michele Di Piedi      | Nacho Fernández | Macron              |
| Lincoln Red Imps | Javi Muñoz            | Roy Chipolina   | Givova              |
| Lions Gibraltar  | Adrian Parral         | Antonio Cintas  | Macron              |
| Lynx             | Albert Parody         | Jesse Victory   | Givova              |
| Manchester 62    | Jamie McDonough       | Kieron Garcia   | Macron              |
| Mons Calpe       | David Guti            | Emanuel Ojeda   | Givova              |
| St. Joseph's     | Abraham Paz           | Aymen Mouelhi   | Legea               |

## Temporada regular

### Clasificación
| Pos. | Equipo           | Pts. | PJ | G | E | P | GF | GC | Dif. | Clasificación 2022-23 |
| ---- | ---------------- | ---- | -- | - | - | - | -- | -- | ---- | --------------------- |
| 1    | Europa           | 25   | 10 | 8 | 1 | 1 | 34 | 4  | +30  | Grupo Campeonato      |
| 2    | Lincoln Red Imps | 25   | 10 | 8 | 1 | 1 | 36 | 8  | +28  | Grupo Campeonato      |
| 3    | Bruno's Magpies  | 25   | 10 | 8 | 1 | 1 | 24 | 5  | +19  | Grupo Campeonato      |
| 4    | St. Joseph's     | 19   | 10 | 6 | 1 | 3 | 26 | 10 | +16  | Grupo Campeonato      |
| 5    | Lynx             | 19   | 10 | 6 | 1 | 3 | 19 | 9  | +10  | Grupo Campeonato      |
| 6    | Glacis United    | 12   | 10 | 4 | 0 | 6 | 14 | 20 | −6   | Grupo Campeonato      |
| 7    | Lions Gibraltar  | 11   | 10 | 3 | 2 | 5 | 11 | 20 | −9   | Grupo Desafío         |
| 8    | Mons Calpe       | 10   | 10 | 3 | 1 | 6 | 7  | 14 | −7   | Grupo Desafío         |
| 9    | Manchester 62    | 7    | 10 | 2 | 1 | 7 | 12 | 23 | −11  | Grupo Desafío         |
| 10   | Europa Point     | 4    | 10 | 1 | 1 | 8 | 7  | 45 | −38  | Grupo Desafío         |
| 11   | College 1975     | 3    | 10 | 1 | 0 | 9 | 4  | 32 | −28  | Grupo Desafío         |

 Fuente: Soccerway

## Grupo Campeonato

### Clasificación
| Pos. | Equipo               | Pts. | PJ | G  | E | P  | GF | GC | Dif. | Clasificación 2022-23                       |
| ---- | -------------------- | ---- | -- | -- | - | -- | -- | -- | ---- | ------------------------------------------- |
| 1    | Lincoln Red Imps (C) | 52   | 20 | 17 | 1 | 2  | 68 | 14 | +54  | Primera Ronda de la Liga de Campeones       |
| 2    | Europa               | 44   | 20 | 14 | 2 | 4  | 48 | 15 | +33  | Primera Ronda de la Liga Europa Conferencia |
| 3    | Bruno's Magpies      | 37   | 20 | 11 | 4 | 5  | 39 | 18 | +21  | Primera Ronda de la Liga Europa Conferencia |
| 4    | Lynx                 | 33   | 20 | 10 | 3 | 7  | 33 | 29 | +4   |                                             |
| 5    | St. Joseph's         | 32   | 20 | 10 | 2 | 8  | 36 | 25 | +11  |                                             |
| 6    | Glacis United        | 13   | 20 | 4  | 1 | 15 | 19 | 49 | −30  |                                             |

Actualizado a los partidos jugados el 23 de abril de 2023.
 Fuente: Flashscore
Notas:
1. ↑  Bruno's Magpies se clasificó a la Liga Europa Conferencia por ganar la Rock Cup 2022-23

## Grupo Desafío

### Clasificación
| Pos. | Equipo          | Pts. | PJ | G | E | P  | GF | GC | Dif. | Clasificación 2022-23           |
| ---- | --------------- | ---- | -- | - | - | -- | -- | -- | ---- | ------------------------------- |
| 1    | Mons Calpe      | 28   | 18 | 9 | 1 | 8  | 26 | 26 | 0    | Clasifica a la Rock Cup 2023-24 |
| 2    | Manchester 62   | 28   | 18 | 9 | 1 | 8  | 34 | 30 | +4   |                                 |
| 3    | Lions Gibraltar | 19   | 18 | 5 | 4 | 9  | 25 | 37 | −12  |                                 |
| 4    | College 1975    | 9    | 18 | 2 | 3 | 13 | 19 | 51 | −32  |                                 |
| 5    | Europa Point    | 7    | 18 | 1 | 4 | 13 | 12 | 65 | −53  |                                 |

Actualizado a los partidos jugados el 5 de marzo de 2022.
 Fuente: Flashscore

### Goleadores
| Pos. | Jugador           | Club             | Goles |
| ---- | ----------------- | ---------------- | ----- |
| 1    | Juanfri           | Lincoln Red Imps | 21    |
| 2    | Kike Gómez        | Lincoln Red Imps | 17    |
| 3    | Aldair Ruiz       | Lynx             | 12    |
| 3    | Aodhán O'Hara     | Manchester 62    | 12    |
| 5    | Pibe              | Bruno's Magpies  | 11    |
| 6    | Ibrahima Ndiaye   | Europa           | 8     |
| 6    | Labra             | Lions Gibraltar  | 8     |
| 6    | Boro              | St Joseph's      | 8     |
| 9    | Anthony Hernandez | Europa           | 7     |
| 9    | Sergio Rivera     | Europa           | 7     |
| 9    | Xhelal Terziqi    | Glacis United    | 7     |
| 9    | Liam Walker       | Lincoln Red Imps | 7     |